# Praia Grande (Santa Catarina)
Praia Grande is een gemeente in de Braziliaanse deelstaat Santa Catarina. De gemeente telt 7.318 inwoners (schatting 2009).

## Aangrenzende gemeenten
De gemeente grenst aan Jacinto Machado, São João do Sul, Cambará do Sul (RS), Mampituba (RS), São Francisco de Paula (RS) en Três Forquilhas (RS).